# Sasunaga interrupta
Sasunaga interrupta är en fjärilsart som beskrevs av W. Warren 1912. Sasunaga interrupta ingår i släktet Sasunaga och familjen nattflyn. Inga underarter finns listade.